# Nerpio
Nerpio è un comune spagnolo situato nella comunità autonoma di Castiglia-La Mancia.
Il comune comprende, oltre al capoluogo omonimo, le seguenti località: Beg, Bojadillas, Cañadas, Los Chorretites de Abajo, Cortijo del Herrero, Cortijo Nuevo, Fuente la Carrasca, La Molata, Nerpio, Pedro Andrés e Yetas de Abajo.